# Moussa Sissoko
Moussa Sissoko (Le Blanc-Mesnil, 16 agosto 1989) è un calciatore francese di origine maliana, centrocampista del Watford. Con la nazionale francese è stato vicecampione d'Europa nel 2016.

## Biografia
Sissoko è nato a Le Blanc-Mesnil, un sobborgo parigino, da genitori maliani. Suo padre è un operaio edile e sua madre è una casalinga. Sissoko è il più grande di quattro figli, con tre sorelle più giovani. Si è interessato al calcio in età molto giovane, affermando: "Mi sono reso conto molto presto che il calcio poteva condurmi a una vita migliore". All'età di sei anni, Sissoko si unì all'accademia giovanile di Espérance Aulnay, con sede nella vicina Aulnay-sous-Bois, un sobborgo nel nord-est di Parigi. Si allenava tre volte a settimana nel club sotto la supervisione dell'allenatore Adama Dieye, che ora fa parte del team di futsal del club come corrispondente. Sissoko descrive Dieye come un mentore importante nel suo sviluppo affermando "Sono qui oggi grazie a lui". Nel luglio 1999, Sissoko si trasferì a Saint-Ouen per unirsi all'AS Red Star 93. Sissoko ha trascorso due anni nel club ed è stato compagno di squadra dell'ex internazionale francese giovane Yannis Salibur. Nel settembre 2001, è tornato ad Aulnay per altri due anni di sviluppo prima di cercare un trasferimento a un club professionistico.

## Caratteristiche tecniche
Di ruolo centrocampista, possiede un buon tiro dalla distanza bravo tecnicamente e che dispone di buona capacità di corsa, tecnica resistenza e atletismo. Bravo in entrambe le fasi di gioco, è abile nel recuperare palloni in tackle. Forte fisicamente, si distingue anche per essere un centrocampista box-to-box in grado di trasformare l'azione da difensiva in offensiva. In carriera è stato pure impiegato nei ruoli di terzino, esterno e seconda punta.
Nel 2010 è stato inserito nella lista dei migliori calciatori nati dopo il 1989 stilata da Don Balón.

## Carriera

### Club

#### L'esordio e il passaggio al Tolosa
Nato a Le Blanc-Mesnil, distante 12 km da Parigi, ha iniziato la sua carriera di calciatore nella sua squadra locale dell'Espérance Aulnay, situato a Aulnay-sous-Bois, un sobborgo a nord-est di Parigi. Nel 2000 è entrato a far parte dei Red Star FC. Dopo due stagioni lì, si unisce al Tolosa. Sissoko, ha iniziato con la squadra Under 14. Nonostante l'interesse dei club esteri durante il suo tempo nel settore giovanile, in particolare Liverpool e Bolton della Premier League, ha firmato il suo primo contratto da professionista nel gennaio 2007 dalla durata di 3 anni. Fu designato il numero 22 della casacca e si unì con la prima squadra in preparazione per la stagione 2007-2008.
Ha fatto il suo debutto professionale, e anche il suo debutto europeo, in un turno di Champions League nella terza partita di qualificazione all'andata il 15 agosto 2007 contro il Liverpool sostituendo Albin Ebondo, al minuto 83. La partita si concluderà con la sconfitta per 5-0. Ha fatto il suo debutto nel campionato francese contro il Valenciennes nello stesso anno. Ha disputato la sua prima partita da titolare la settimana successiva nella vittoria per 1-0 contro i campioni in carica del Lione. Sissoko ha segnato il suo primo gol da professionista il 1º settembre 2007 nella vittoria per 2-0 contro l'Auxerre segnando nei minuti di recupero, dopo essere entrato due minuti prima.
Ha anche segnato un gol nella Coupe de France contro il Paris FC, anche se il Tolosa ha perso la partita per 1-2. A fine stagione, il 25 luglio 2008, Sissoko ha firmato un prolungamento di contratto fino al 30 giugno 2012. Nella stagione 2008-09 si conquista il posto da titolare a dicembre segnando il suo primo gol contro il Le Mans, il 7 febbraio 2009 e successivamente segna altri gol contro Bordeaux e Paris Saint-Germain. In totale saranno 40 presenze e 5 gol. È stato eletto, insieme al compagno di squadra Étienne Capoue, miglior giovane del campionato francese di quell'anno.
Prima dell'inizio della nuova stagione, molti club europei hanno mostrato un forte interessamento nei suoi confronti, su tutti il Tottenham Hotspur che arriva a offrire 15 milioni di euro ma il presidente Olivier Sadran rifiuta categoricamente. Nonostante il rifiuto anche altri club tra cui Manchester City, Inter, Juventus e Bayern Monaco hanno continuato a interessarsi. Sissoko ha iniziato la stagione 2009-10 segnando nella seconda partita di campionato contro il Saint-Etienne nella vittoria per 3-1. Il 1º ottobre 2009, ha segnato il suo primo gol europeo della carriera nella partita di Europa League contro il Club Bruges.
Il 26 novembre, ha firmato un prolungamento di contratto di un anno con il club fino al 30 giugno 2013. Il 5 febbraio 2011 segna una doppietta nella gara vinta per 2-0 contro il Monaco.

#### Newcastle
Il 24 gennaio 2013 approda nelle file del Newcastle per una cifra vicina ai 2,5 milioni di euro. Il 2 febbraio, alla seconda presenza mette a segna una doppietta, con un bel tiro da fuori area al 90º minuto che regala la vittoria al Newcastle Utd contro il Chelsea per 3-2.

#### Tottenham
Il 31 agosto 2016 viene acquistato dal Tottenham per 30 milioni di sterline, firmando un contratto quinquennale.
Dopo una prima stagione da riserva senza particolari acuti, dalla seconda inizia a trovare maggiore spazio anche tra i titolari della squadra, segnando la sua prima rete nel successo per 4-0 contro l'Huddersfield Town.
Il 1º giugno 2019 gioca la sua prima finale di Champions League contro il Liverpool, persa per 2-0, divenendone protagonista in negativo avendo causato, al 21º secondo di gioco, con un fallo di mano, il rigore che consente a Mohamed Salah di sbloccare immediatamente l'incontro.
Nella stagione 2019–20 Tottenham Hotspur F.C. season, sotto la nuova guida dell'allenatore José Mourinho, Sissoko segnò il suo primo gol in oltre due anni nella partita contro il Bournemouth. Questo è solo il suo secondo gol in Premier League per il Tottenham e ha aiutato la squadra a vincere 3-2. Nella partita del New Year's Day 2020 contro il Southampton, Sissoko ha danneggiato il legamento collaterale mediale del suo ginocchio destro, che ha richiesto un intervento chirurgico che lo ha tenuto fuori dal campo per più di tre mesi. Tuttavia, a causa della pandemia di COVID-19 che ha portato alla sospensione delle partite di campionato, non ha giocato alcuna partita fino a quella del 19 giugno contro il Manchester United dopo la ripresa della stagione.
Il 5 gennaio 2021, Sissoko ha segnato il suo primo gol della stagione 2020–21 Tottenham Hotspur F.C. season nella semifinale della Carabao Cup, che si è conclusa con una vittoria casalinga per 2-0 contro il Brentford.

#### Watford e Nantes
Il 27 agosto 2021 viene acquistato dal Watford con cui sottoscrive un biennale.

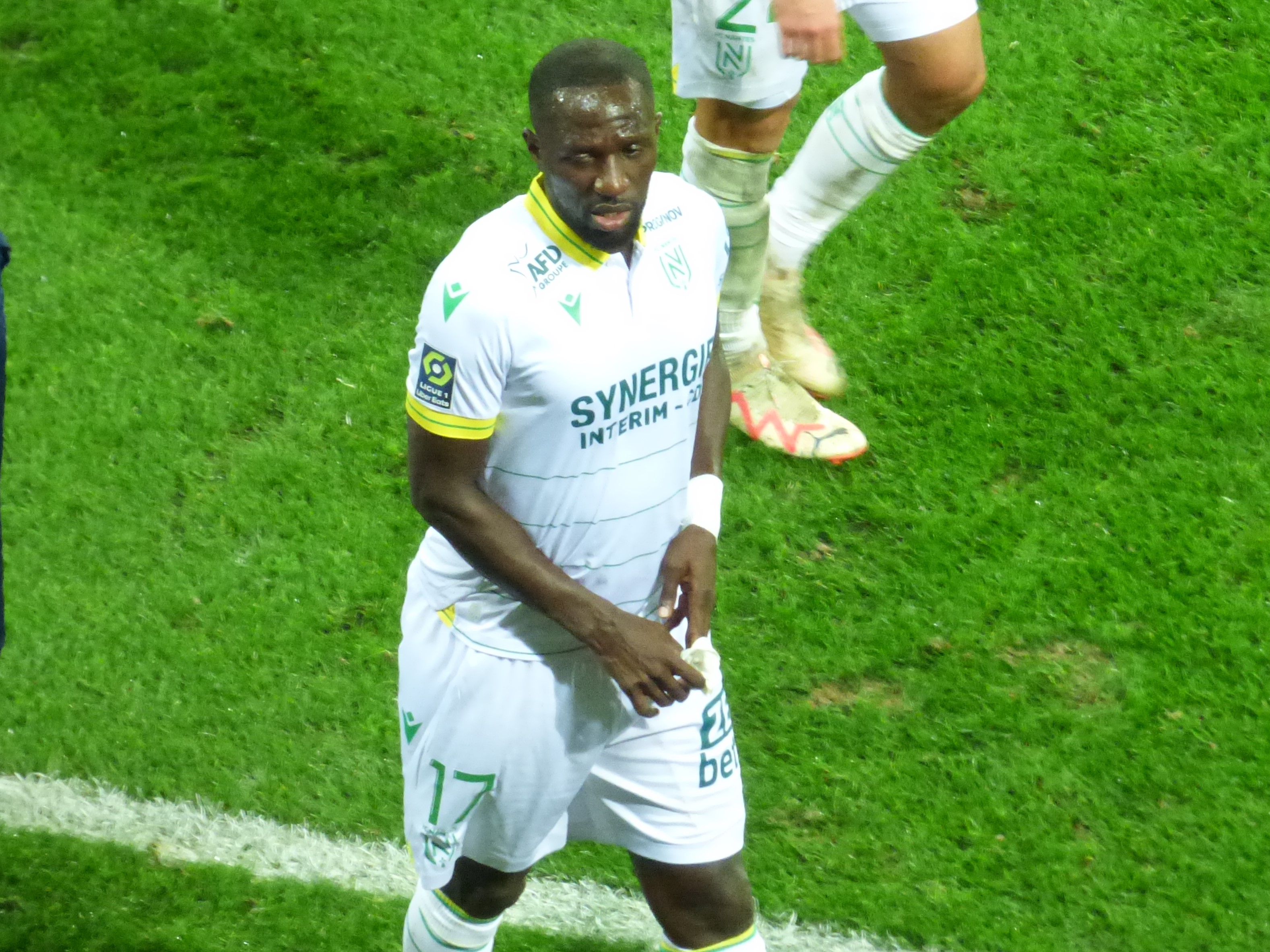
Sissoko in azione con la maglia del Nantes nel 2023.

Il 1º luglio 2022, dopo una singola stagione al Watford, si trasferisce a titolo definitivo al Nantes firmando un contratto biennale. Debutta con la maglia dei canarini il 31 luglio 2022 successivo in occasione della supercoppa francese persa 4-0 contro il Paris Saint-Germain. In seguito debutta anche in campionato nel pareggio a reti inviolate contro l'Angers. Costretto a saltare sin da subito diverse partite a causa di un infortunio, il successivo 8 settembre debutta anche nelle competizioni confederali con il Nantes, in occasione della gara casalinga di UEFA Europa League vinta per 2-1 sull'Olympiacos. 
Il mese successivo, il 16 ottobre, in occasione della sua 600ª presenza con squadre di club, trova la prima rete con i canarini nella vittoria casalinga contro il Brest (4-1).
Dopo aver conquistato in poco tempo la titolarità a centrocampo assieme al compagno Samuel Moutoussamy, raggiunge coi canarini la finale di Coppa di Francia, poi persa per 1-5 contro il Tolosa.
La stagione successiva ottiene meno spazio tra i ranghi del club e il 2 luglio 2024, alla fine naturale del contratto, lascia il club dopo appena due stagioni.

#### Ritorno al Watford
Il 10 luglio 2024 fa il suo ritorno nel club inglese 2 anni dopo l'ultima volta.

### Nazionale

Moussa Sissoko in allenamento con la Nazionale francese a Euro 2016

Dopo aver giocato con tutte le nazionali giovanili francesi, il 10 ottobre 2009 fece il proprio debutto in Nazionale maggiore subentrando al 62º minuto durante la sfida vinta per 5-0 contro le Isole Fær Øer a Guingamp. Venne convocato per il Campionato mondiale 2014 in Brasile e per gli Europei casalinghi del 2016. Al Mondiale la Francia venne eliminata dalla Germania futura vincitrice del torneo per 1-0 (partita in cui comunque Sissoko non giocò), e lui segnò la sua prima rete con la selezione transalpina nel vittorioso 5-2 contro la Svizzera.
All'Europeo, dopo aver "vendicato" la sconfitta contro la Germania ai Mondiali (tra l'altro prima della partita Sissoko disse che «Era il momento di saldare il conto», in riferimento alla sconfitta dei Mondiali) sconfiggendo la Nazionale tedesca per 2-0 in semifinale, nonostante avesse il vantaggio del fattore campo, la Nazionale transalpina venne sconfitta in finale contro il Portogallo ai supplementari per 1-0 con goal di Éder, Sissoko giocò 6 delle 7 partite della sua squadra, di cui 4 da titolare (saltò solo la terza gara del girone, vinta dai bleus per 2-0 contro l'Albania). Nonostante la sconfitta, si fece notare particolarmente durante la finale in cui, nonostante la sconfitta della Nazionale francese, fu il migliore in campo della propria squadra.
Dopo essere stato escluso dai Mondiali 2018 (poi vinti dai francesi), torna a fare stabilmente parte dei convocati della Francia fino a Euro 2020. Dopo la manifestazione non è stato più convocato.

## Statistiche

### Presenze e reti nei club
Statistiche aggiornate al 5 febbraio 2025.
| Stagione         | Squadra          | Campionato       | Campionato | Campionato | Coppe nazionali | Coppe nazionali | Coppe nazionali | Coppe continentali | Coppe continentali | Coppe continentali | Altre coppe | Altre coppe | Altre coppe | Totale | Totale |
| Stagione         | Squadra          | Comp             | Pres       | Reti       | Comp            | Pres            | Reti            | Comp               | Pres               | Reti               | Comp        | Pres        | Reti        | Pres   | Reti   |
| ---------------- | ---------------- | ---------------- | ---------- | ---------- | --------------- | --------------- | --------------- | ------------------ | ------------------ | ------------------ | ----------- | ----------- | ----------- | ------ | ------ |
| 2007-2008        | Tolosa           | L1               | 30         | 1          | CF+CdL          | 0+1             | 0               | CU                 | 4                  | 0                  | -           | -           | -           | 35     | 1      |
| 2008-2009        | Tolosa           | L1               | 35         | 4          | CF+CdL          | 4+1             | 1+0             | -                  | -                  | -                  | -           | -           | -           | 40     | 5      |
| 2009-2010        | Tolosa           | L1               | 37         | 7          | CF+CdL          | 1+2             | 0               | UEL                | 7                  | 1                  | -           | -           | -           | 47     | 8      |
| 2010-2011        | Tolosa           | L1               | 36         | 5          | CF+CdL          | 1+1             | 0+1             | -                  | -                  | -                  | -           | -           | -           | 38     | 6      |
| 2011-2012        | Tolosa           | L1               | 35         | 2          | CF+CdL          | 1+1             | 0               | -                  | -                  | -                  | -           | -           | -           | 37     | 2      |
| 2012-gen. 2013   | Tolosa           | L1               | 19         | 1          | CF+CdL          | 1+2             | 0               | -                  | -                  | -                  | -           | -           | -           | 22     | 1      |
| Totale Tolosa    | Totale Tolosa    | Totale Tolosa    | 192        | 20         |                 | 16              | 2               |                    | 11                 | 1                  |             | -           | -           | 219    | 23     |
| gen.-giu 2013    | Newcastle Utd    | PL               | 12         | 3          | FACup+CdL       | 0+0             | 0               | UEL                | 6                  | 0                  | -           | -           | -           | 18     | 3      |
| 2013-2014        | Newcastle Utd    | PL               | 35         | 3          | FACup+CdL       | 1+2             | 0               | -                  | -                  | -                  | -           | -           | -           | 38     | 3      |
| 2014-2015        | Newcastle Utd    | PL               | 34         | 4          | FACup+CdL       | 0+4             | 0+1             | -                  | -                  | -                  | -           | -           | -           | 38     | 5      |
| 2015-2016        | Newcastle Utd    | PL               | 37         | 1          | FACup+CdL       | 1+1             | 0               | -                  | -                  | -                  | -           | -           | -           | 39     | 1      |
| Totale Newcastle | Totale Newcastle | Totale Newcastle | 118        | 11         |                 | 9               | 1               |                    | 6                  | 0                  |             | -           | -           | 133    | 12     |
| 2016-2017        | Tottenham        | PL               | 25         | 0          | FACup+CdL       | 4+0             | 0               | UCL+UEL            | 4+1                | 0                  | -           | -           | -           | 34     | 0      |
| 2017-2018        | Tottenham        | PL               | 33         | 1          | FACup+CdL       | 6+2             | 0+1             | UCL                | 6                  | 0                  | -           | -           | -           | 47     | 2      |
| 2018-2019        | Tottenham        | PL               | 29         | 0          | FACup+CdL       | 0+5             | 0               | UCL                | 10                 | 0                  | -           | -           | -           | 44     | 0      |
| 2019-2020        | Tottenham        | PL               | 29         | 2          | FACup+CdL       | 0+0             | 0+0             | UCL                | 6                  | 0                  | -           | -           | -           | 35     | 2      |
| 2020-2021        | Tottenham        | PL               | 25         | 0          | FACup+CdL       | 3+4             | 0+1             | UEL                | 10                 | 0                  | -           | -           | -           | 42     | 1      |
| Totale Tottenham | Totale Tottenham | Totale Tottenham | 141        | 3          |                 | 24              | 2               |                    | 37                 | 0                  |             | -           | -           | 200    | 5      |
| 2021-2022        | Watford          | PL               | 36         | 2          | FACup+CdL       | 1+1             | 0+0             | -                  | -                  | -                  | -           | -           | -           | 38     | 2      |
| 2022-2023        | Nantes           | L1               | 30         | 2          | CF              | 5               | 0               | UEL                | 8                  | 0                  | SF          | 1           | 0           | 43     | 2      |
| 2023-2024        | Nantes           | L1               | 26         | 0          | CF              | 2               | 0               | -                  | -                  | -                  | -           | -           | -           | 28     | 0      |
| Totale Nantes    | Totale Nantes    | Totale Nantes    | 56         | 2          |                 | 7               | 0               |                    | 8                  | 0                  |             | 1           | 0           | 71     | 2      |
| 2024-2025        | Watford          | FLC              | 27         | 1          | FACup+CdL       | 0+0             | 0+0             | -                  | -                  | -                  | -           | -           | -           | 27     | 1      |
| Totale Watford   | Totale Watford   | Totale Watford   | 63         | 3          |                 | 2               | 0               |                    | -                  | -                  |             | -           | -           | 65     | 3      |
| Totale carriera  | Totale carriera  | Totale carriera  | 560        | 39         |                 | 58              | 5               |                    | 62                 | 1                  |             | 1           | 0           | 689    | 45     |

### Cronologia presenze e reti in nazionale
| Cronologia completa delle presenze e delle reti in nazionale ― Francia | Cronologia completa delle presenze e delle reti in nazionale ― Francia | Cronologia completa delle presenze e delle reti in nazionale ― Francia | Cronologia completa delle presenze e delle reti in nazionale ― Francia | Cronologia completa delle presenze e delle reti in nazionale ― Francia | Cronologia completa delle presenze e delle reti in nazionale ― Francia | Cronologia completa delle presenze e delle reti in nazionale ― Francia | Cronologia completa delle presenze e delle reti in nazionale ― Francia |
| Data                                                                   | Città                                                                  | In casa                                                                | Risultato                                                              | Ospiti                                                                 | Competizione                                                           | Reti                                                                   | Note                                                                   |
| ---------------------------------------------------------------------- | ---------------------------------------------------------------------- | ---------------------------------------------------------------------- | ---------------------------------------------------------------------- | ---------------------------------------------------------------------- | ---------------------------------------------------------------------- | ---------------------------------------------------------------------- | ---------------------------------------------------------------------- |
| 10-10-2009                                                             | Guingamp                                                               | Francia                                                                | 5 – 0                                                                  | Fær Øer                                                                | Qual. Mondiali 2010                                                    | -                                                                      | 62’                                                                    |
| 14-10-2009                                                             | Saint-Denis                                                            | Francia                                                                | 3 – 1                                                                  | Austria                                                                | Qual. Mondiali 2010                                                    | -                                                                      |                                                                        |
| 11-8-2010                                                              | Oslo                                                                   | Norvegia                                                               | 2 – 1                                                                  | Francia                                                                | Amichevole                                                             | -                                                                      | 46’                                                                    |
| 12-10-2012                                                             | Saint-Denis                                                            | Francia                                                                | 0 – 1                                                                  | Giappone                                                               | Amichevole                                                             | -                                                                      |                                                                        |
| 16-10-2012                                                             | Madrid                                                                 | Spagna                                                                 | 1 – 1                                                                  | Francia                                                                | Qual. Mondiali 2014                                                    | -                                                                      | 68’                                                                    |
| 14-11-2012                                                             | Parma                                                                  | Italia                                                                 | 1 – 2                                                                  | Francia                                                                | Amichevole                                                             | -                                                                      | 90+1’                                                                  |
| 6-2-2013                                                               | Saint-Denis                                                            | Francia                                                                | 1 – 2                                                                  | Germania                                                               | Amichevole                                                             | -                                                                      | 80’                                                                    |
| 22-3-2013                                                              | Saint-Denis                                                            | Francia                                                                | 3 – 1                                                                  | Georgia                                                                | Qual. Mondiali 2014                                                    | -                                                                      | 67’                                                                    |
| 26-3-2013                                                              | Saint-Denis                                                            | Francia                                                                | 0 – 1                                                                  | Spagna                                                                 | Qual. Mondiali 2014                                                    | -                                                                      | 82’                                                                    |
| 6-9-2013                                                               | Tbilisi                                                                | Georgia                                                                | 0 – 0                                                                  | Francia                                                                | Qual. Mondiali 2014                                                    | -                                                                      |                                                                        |
| 10-9-2013                                                              | Homel'                                                                 | Bielorussia                                                            | 2 – 4                                                                  | Francia                                                                | Qual. Mondiali 2014                                                    | -                                                                      | 80’                                                                    |
| 11-10-2013                                                             | Parigi                                                                 | Francia                                                                | 6 – 0                                                                  | Australia                                                              | Amichevole                                                             | -                                                                      | 82’                                                                    |
| 15-11-2013                                                             | Kiev                                                                   | Ucraina                                                                | 2 – 0                                                                  | Francia                                                                | Qual. Mondiali 2014                                                    | -                                                                      | 62’ - 76’                                                              |
| 5-3-2014                                                               | Saint-Denis                                                            | Francia                                                                | 2 – 0                                                                  | Paesi Bassi                                                            | Amichevole                                                             | -                                                                      | 81’                                                                    |
| 27-5-2014                                                              | Saint-Denis                                                            | Francia                                                                | 4 – 0                                                                  | Norvegia                                                               | Amichevole                                                             | -                                                                      | 46’                                                                    |
| 1-6-2014                                                               | Nizza                                                                  | Francia                                                                | 1 – 1                                                                  | Paraguay                                                               | Amichevole                                                             | -                                                                      | 72’                                                                    |
| 8-6-2014                                                               | Lilla                                                                  | Francia                                                                | 8 – 0                                                                  | Giamaica                                                               | Amichevole                                                             | -                                                                      |                                                                        |
| 15-6-2014                                                              | Porto Alegre                                                           | Francia                                                                | 3 – 0                                                                  | Honduras                                                               | Mondiali 2014 - 1º turno                                               | -                                                                      | 57’                                                                    |
| 20-6-2014                                                              | Salvador                                                               | Svizzera                                                               | 2 – 5                                                                  | Francia                                                                | Mondiali 2014 - 1º turno                                               | 1                                                                      |                                                                        |
| 25-6-2014                                                              | Rio de Janeiro                                                         | Ecuador                                                                | 0 – 0                                                                  | Francia                                                                | Mondiali 2014 - 1º turno                                               | -                                                                      |                                                                        |
| 30-6-2014                                                              | Brasilia                                                               | Francia                                                                | 2 – 0                                                                  | Nigeria                                                                | Mondiali 2014 - Ottavi di finale                                       | -                                                                      | 90+4’                                                                  |
| 4-9-2014                                                               | Saint-Denis                                                            | Francia                                                                | 1 – 0                                                                  | Spagna                                                                 | Amichevole                                                             | -                                                                      | 78’                                                                    |
| 7-9-2014                                                               | Belgrado                                                               | Serbia                                                                 | 1 – 1                                                                  | Francia                                                                | Amichevole                                                             | -                                                                      | 82’                                                                    |
| 11-10-2014                                                             | Saint-Denis                                                            | Francia                                                                | 2 – 1                                                                  | Portogallo                                                             | Amichevole                                                             | -                                                                      | 71’                                                                    |
| 14-10-2014                                                             | Erevan                                                                 | Armenia                                                                | 0 – 3                                                                  | Francia                                                                | Amichevole                                                             | -                                                                      | 4’ - 60’                                                               |
| 14-11-2014                                                             | Rennes                                                                 | Francia                                                                | 1 – 1                                                                  | Albania                                                                | Amichevole                                                             | -                                                                      | 80’                                                                    |
| 18-11-2014                                                             | Marsiglia                                                              | Francia                                                                | 1 – 0                                                                  | Svezia                                                                 | Amichevole                                                             | -                                                                      | 61’                                                                    |
| 26-3-2015                                                              | Saint-Denis                                                            | Francia                                                                | 1 – 3                                                                  | Brasile                                                                | Amichevole                                                             | -                                                                      | 74’                                                                    |
| 7-6-2015                                                               | Saint-Denis                                                            | Francia                                                                | 3 – 4                                                                  | Belgio                                                                 | Amichevole                                                             | -                                                                      |                                                                        |
| 4-9-2015                                                               | Lisbona                                                                | Portogallo                                                             | 0 – 1                                                                  | Francia                                                                | Amichevole                                                             | -                                                                      | 80’                                                                    |
| 7-9-2015                                                               | Bordeaux                                                               | Francia                                                                | 2 – 1                                                                  | Serbia                                                                 | Amichevole                                                             | -                                                                      | 90’                                                                    |
| 8-10-2015                                                              | Nizza                                                                  | Francia                                                                | 4 – 0                                                                  | Armenia                                                                | Amichevole                                                             | -                                                                      | 77’                                                                    |
| 11-10-2015                                                             | Copenaghen                                                             | Danimarca                                                              | 1 – 2                                                                  | Francia                                                                | Amichevole                                                             | -                                                                      |                                                                        |
| 17-11-2015                                                             | Londra                                                                 | Inghilterra                                                            | 2 – 0                                                                  | Francia                                                                | Amichevole                                                             | -                                                                      | 82’                                                                    |
| 25-3-2016                                                              | Amsterdam                                                              | Paesi Bassi                                                            | 2 – 3                                                                  | Francia                                                                | Amichevole                                                             | -                                                                      | 87’                                                                    |
| 29-3-2016                                                              | Saint-Denis                                                            | Francia                                                                | 4 – 2                                                                  | Russia                                                                 | Amichevole                                                             | -                                                                      | 70’                                                                    |
| 30-5-2016                                                              | Nantes                                                                 | Francia                                                                | 3 – 2                                                                  | Camerun                                                                | Amichevole                                                             | -                                                                      | 65’                                                                    |
| 4-6-2016                                                               | Longeville-lès-Metz                                                    | Francia                                                                | 3 – 0                                                                  | Scozia                                                                 | Amichevole                                                             | -                                                                      | 88’                                                                    |
| 10-6-2016                                                              | Saint-Denis                                                            | Francia                                                                | 2 – 1                                                                  | Romania                                                                | Euro 2016 - 1º turno                                                   | -                                                                      | 90+1’                                                                  |
| 19-6-2016                                                              | Lilla                                                                  | Svizzera                                                               | 0 – 0                                                                  | Francia                                                                | Euro 2016 - 1º turno                                                   | -                                                                      |                                                                        |
| 26-6-2016                                                              | Lione                                                                  | Francia                                                                | 2 – 1                                                                  | Irlanda                                                                | Euro 2016 - Ottavi di finale                                           | -                                                                      | 90+3’                                                                  |
| 3-7-2016                                                               | Saint-Denis                                                            | Francia                                                                | 5 – 2                                                                  | Islanda                                                                | Euro 2016 - Quarti di finale                                           | -                                                                      |                                                                        |
| 7-7-2016                                                               | Marsiglia                                                              | Germania                                                               | 0 – 2                                                                  | Francia                                                                | Euro 2016 - Semifinale                                                 | -                                                                      |                                                                        |
| 10-7-2016                                                              | Saint-Denis                                                            | Portogallo                                                             | 1 – 0 dts                                                              | Francia                                                                | Euro 2016 - Finale                                                     | -                                                                      | 110’                                                                   |
| 1-9-2016                                                               | Bari                                                                   | Italia                                                                 | 1 – 3                                                                  | Francia                                                                | Amichevole                                                             | -                                                                      | 63’                                                                    |
| 6-9-2016                                                               | Barysaŭ                                                                | Bielorussia                                                            | 0 – 0                                                                  | Francia                                                                | Qual. Mondiali 2018                                                    | -                                                                      | 69’                                                                    |
| 7-10-2016                                                              | Parigi                                                                 | Francia                                                                | 4 – 1                                                                  | Bulgaria                                                               | Qual. Mondiali 2018                                                    | -                                                                      |                                                                        |
| 10-10-2016                                                             | Amsterdam                                                              | Paesi Bassi                                                            | 0 – 1                                                                  | Francia                                                                | Qual. Mondiali 2018                                                    | -                                                                      |                                                                        |
| 11-11-2016                                                             | Saint-Denis                                                            | Francia                                                                | 2 – 1                                                                  | Svezia                                                                 | Qual. Mondiali 2018                                                    | -                                                                      |                                                                        |
| 15-11-2016                                                             | Lens                                                                   | Francia                                                                | 0 – 0                                                                  | Costa d'Avorio                                                         | Amichevole                                                             | -                                                                      | 46’                                                                    |
| 2-6-2017                                                               | Rennes                                                                 | Francia                                                                | 5 – 0                                                                  | Paraguay                                                               | Amichevole                                                             | 1                                                                      |                                                                        |
| 9-6-2017                                                               | Solna                                                                  | Svezia                                                                 | 2 – 1                                                                  | Francia                                                                | Qual. Mondiali 2018                                                    | -                                                                      |                                                                        |
| 10-10-2017                                                             | Saint-Denis                                                            | Francia                                                                | 2 – 1                                                                  | Bielorussia                                                            | Qual. Mondiali 2018                                                    | -                                                                      | 78’                                                                    |
| 16-11-2018                                                             | Rotterdam                                                              | Paesi Bassi                                                            | 2 – 0                                                                  | Francia                                                                | UEFA Nations League 2018-2019 - 1º turno                               | -                                                                      | 65’                                                                    |
| 20-11-2018                                                             | Saint-Denis                                                            | Francia                                                                | 1 – 0                                                                  | Uruguay                                                                | Amichevole                                                             | -                                                                      | 90+3’                                                                  |
| 25-3-2019                                                              | Saint-Denis                                                            | Francia                                                                | 4 – 0                                                                  | Islanda                                                                | Qual. Euro 2020                                                        | -                                                                      | 90’                                                                    |
| 8-6-2019                                                               | Konya                                                                  | Turchia                                                                | 2 – 0                                                                  | Francia                                                                | Qual. Euro 2020                                                        | -                                                                      |                                                                        |
| 11-6-2019                                                              | Andorra la Vella                                                       | Andorra                                                                | 0 – 4                                                                  | Francia                                                                | Qual. Euro 2020                                                        | -                                                                      | 64’                                                                    |
| 10-9-2019                                                              | Saint-Denis                                                            | Francia                                                                | 3 – 0                                                                  | Andorra                                                                | Qual. Euro 2020                                                        | -                                                                      |                                                                        |
| 11-10-2019                                                             | Reykjavík                                                              | Islanda                                                                | 0 – 1                                                                  | Francia                                                                | Qual. Euro 2020                                                        | -                                                                      |                                                                        |
| 14-10-2019                                                             | Saint-Denis                                                            | Francia                                                                | 1 – 1                                                                  | Turchia                                                                | Qual. Euro 2020                                                        | -                                                                      |                                                                        |
| 17-11-2019                                                             | Tirana                                                                 | Albania                                                                | 0 – 2                                                                  | Francia                                                                | Qual. Euro 2020                                                        | -                                                                      |                                                                        |
| 8-9-2020                                                               | Saint-Denis                                                            | Francia                                                                | 4 – 2                                                                  | Croazia                                                                | UEFA Nations League 2020-2021 - 1º turno                               | -                                                                      |                                                                        |
| 11-11-2020                                                             | Saint-Denis                                                            | Francia                                                                | 0 – 2                                                                  | Finlandia                                                              | Amichevole                                                             | -                                                                      |                                                                        |
| 17-11-2020                                                             | Saint-Denis                                                            | Francia                                                                | 4 – 2                                                                  | Svezia                                                                 | UEFA Nations League 2020-2021 - 1º turno                               | -                                                                      |                                                                        |
| 28-3-2021                                                              | Astana                                                                 | Kazakistan                                                             | 0 – 2                                                                  | Francia                                                                | Qual. Mondiali 2022                                                    | -                                                                      | 82’                                                                    |
| 31-3-2021                                                              | Sarajevo                                                               | Bosnia ed Erzegovina                                                   | 0 – 1                                                                  | Francia                                                                | Qual. Mondiali 2022                                                    | -                                                                      | 90’                                                                    |
| 2-6-2021                                                               | Nizza                                                                  | Francia                                                                | 3 – 0                                                                  | Galles                                                                 | Amichevole                                                             | -                                                                      | 64’                                                                    |
| 8-6-2021                                                               | Saint-Denis                                                            | Francia                                                                | 3 – 0                                                                  | Bulgaria                                                               | Amichevole                                                             | -                                                                      | 84’                                                                    |
| 23-6-2021                                                              | Budapest                                                               | Portogallo                                                             | 2 – 2                                                                  | Francia                                                                | Euro 2020 - 1º turno                                                   | -                                                                      | 87’                                                                    |
| 28-6-2021                                                              | Bucarest                                                               | Francia                                                                | 3 – 3 dts (4 – 5 dtr)                                                  | Svizzera                                                               | Euro 2020 - Ottavi di finale                                           | -                                                                      | 88’                                                                    |
| Totale                                                                 |                                                                        | Presenze                                                               | 71                                                                     |                                                                        | Reti                                                                   | 2                                                                      |                                                                        |